# トム・スカーボ
トム・スカーボ（Tom Scavo）は、アメリカ合衆国のABCで放送されている『デスパレートな妻たち』に登場する架空の人物。演じるのはダグ・サヴァント、日本語版吹替えは郷田ほづみ。

## 人物・経歴
広告会社に勤めるサラリーマン。イタリア系。
リネットとは社内恋愛で結ばれ、出世街道まっしぐらだった彼女が妊娠を機に退職。その後、次々と子どもが産まれ、現在は4人の父親である。
実は観察眼が鋭い方でブリーとレックスの夫婦関係がうまくいっていないことを見抜いていた。
他の主要人物の夫の中では比較的まともな家庭を持っていると感じられておりシーズン3でレックスからは夢を全部手に入れた男と言われ羨ましがられていた。また主要人物の夫の中では唯一イーディとの性的関係が無かった。

## シーズン1
仕事が忙しく、出張で全国を飛び回っており、家になかなか戻ってこられないため、リネットが子育てで悩みを抱えていることにも気付いていなかった。しかし、リネットの溜まりに溜まったストレスが爆発し、ようやくその悩みを理解し、1人で4人の面倒を見た時、リネットの大変さを痛感した。
やがて、社内で重役への昇進話が持ち上がり浮かれるトムだが、その話は取り消されてしまう。実は、これ以上忙しくなられては家庭崩壊だと危惧したリネットが上司に直接掛け合っていたのだった。
その後、同僚のアナベルが引き抜き防止も兼ねて重役に昇進することが決定。納得のいかないトムは、上司に詰め寄り、自分の昇進が取り消された裏の事情を知ってましい、会社を辞めてしまう。

## シーズン2
会社を辞めたトムは、専業主夫になることを宣言し、家計のためにリネットが復職することになる。
洗い物も洗濯物も何日分かをまとめてやるというトムの家事のやり方で、家の中はめちゃくちゃになってしまう。その後リネットの目論見でネズミを発見したトムは家中をピカピカに磨き上る。
主夫業に充実した毎日を送っていたトムだが、プレゼンに追われるリネットにアドバイスしたことから端を発し、仕事への情熱を思い出す。丁度リネットの会社では、彼女の策略が原因で人員削減、優秀な重役ポストを募集しており、トムはリネットに内緒で面接、合格してしまう。
社長のエドに虐げられながらも、独特の方法で仕事を獲得していくトム。ところが、夫婦関係に悩んでいたエドに頼まれ、リネットが彼の妻にHなメールを送ったところ、メールを打ったのが夫ではないと知った彼女はエドを責め、エドはトムが打ったと言ってしまい、解雇すると言い始める。
トムには解雇される理由はない、とリネットが止めようとしたが、監査をしたエドが最近トムが出張のたびにアトランティックシティーへ行っていることを突き止める。
浮気を疑われたトムは、現地の会社で重役のポストを用意してくれている、と説明し疑惑は一旦は収まったかのように思われたが、そこで女性と会っているのを尾行してきたリネットに見られてしまい、リネットは子ども4人を連れて家を出て行く。
家出をし休暇を取っていたリネットから、子どもが怪我をしたと連絡が入り、病院へ向かう。幸い命に関わる怪我ではなかったものの、アトランティックシティーへ行っていた理由をリネットに正直に話すことを決意。11年前一夜を共にした女性が、自分の子どもを産んで育てていた、と。
その後、相手のノーラに来てもらい話し合うが、何と彼女が近くへ引っ越して来ると言う。